# Palazzo dei Telefoni (via Depretis)
Il palazzo dei Telefoni (detto anche centrale dei telefoni di Stato) è un palazzo monumentale di Napoli, ubicato in via Agostino Depretis; esso fa parte della trilogia dei palazzi dei telefoni realizzati in città intorno agli anni venti: quello di piazza Nolana e quello di via Crispi.
Nel 1922 Camillo Guerra che era ingegnere del Genio Civile ebbe l'incarico di costruire un terzo palazzo dei telefoni in via Depretis, poco distante dal palazzo della Borsa progettato dal padre Alfonso. 
L'edificio fu realizzato tra il 1923 e il 1925 secondo le linee neobarocche presenti anche negli altri due palazzi da lui progettati. 
Il palazzo fu in parte distrutto durante il terrificante bombardamento alleato avvenuto il 4 agosto 1943. Robert Capa immortalò le macerie della facciata del palazzo, erroneamente indicate come quelle del palazzo delle poste.
Dopo l'8 settembre del 1943, i tedeschi ebbero molti scontri armati con i Carabinieri: uno, in particolare, ci fu la mattina del 12 settembre, quando i soldati di Hitler, per avere il controllo delle comunicazioni di tutta l'area, avevano deciso di occupare il Palazzo dei Telefoni,  in via Depretis, alla cui difesa erano stati schierati 150 soldati del 40º Reggimento di Fanteria ed i Carabinieri della Stazione Napoli-Porto. La lotta si rivelò subito impari e le armi italiane - nonostante la morte di tre nemici - furono facilmente domate. Quindi, i tedeschi rivolsero le loro attenzioni ai Carabinieri della Stazione Napoli-Porto, che, pur difendendosi strenuamente, furono costretti ad arrendersi.
Il palazzo fu riprogettato nel 1944 dallo stesso Guerra che rivoluzionò l'architettura dell'edificio: l'esterno cambiò totalmente aspetto, abbandonando le prime sembianze neobarocche, e ne assunse uno molto funzionalista riscontrabile nei palazzi che avevano cambiato il vecchio rione San Giuseppe (il rione Carità) negli anni trenta, tra i quali c'era anche la Casa del Mutilato, altra opera dell'ingegner Guerra che dimostra molti punti di affinità con il nuovo edificio, che non perse tuttavia la precedente monumentalità. I lavori di ricostruzione furono eseguiti nel periodo tra il 1945 e il 1946, circa vent'anni dopo la realizzazione del primo edificio.
L'originale aspetto neobarocco del palazzo è tuttora riscontrabile sulla facciata posteriore, non coinvolta nei danni causati dalla guerra e preservata dal progetto di ricostruzione. Tale facciata aggetta sulla retrostante via dei Griffi.